# Медынский уезд

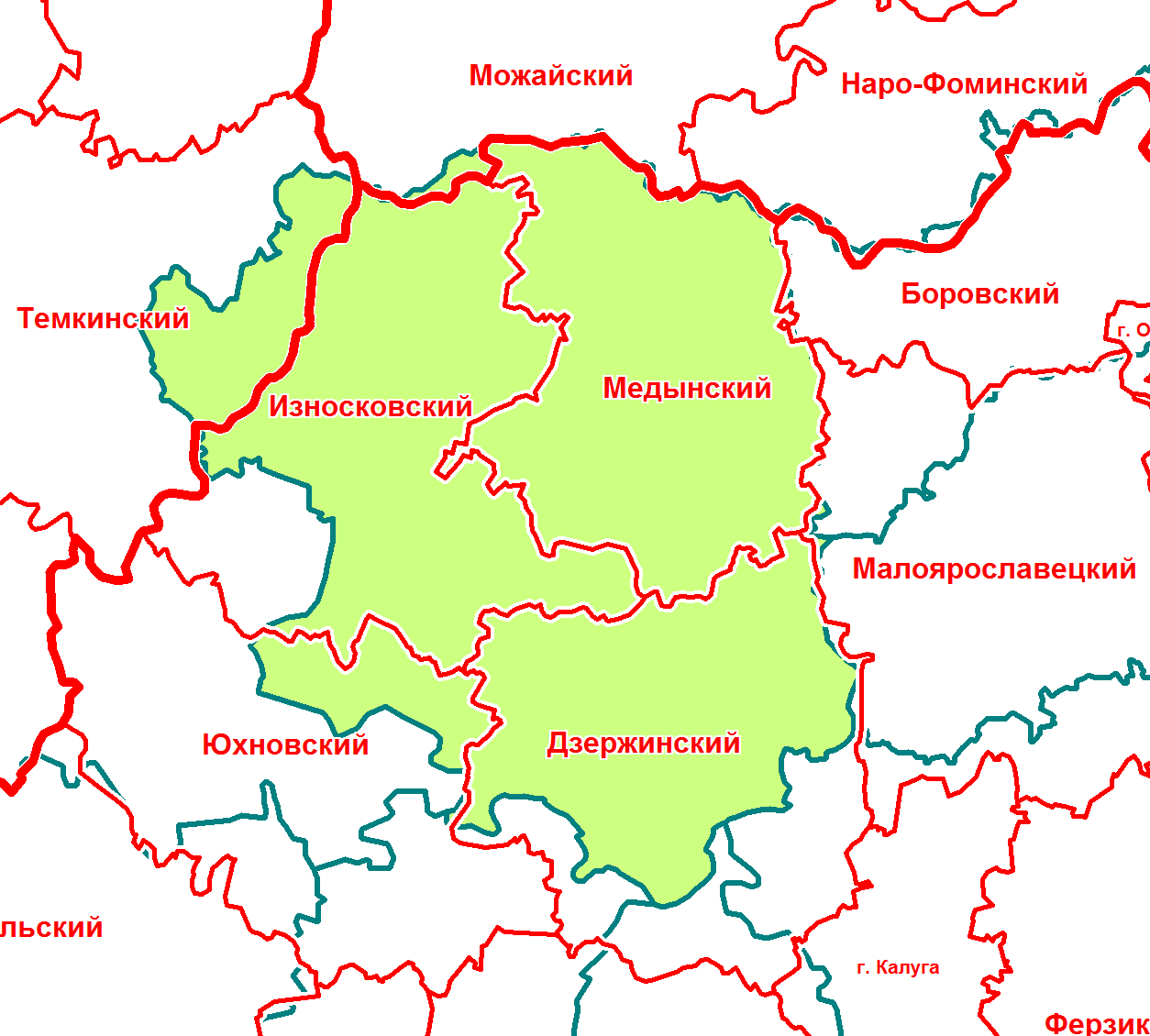
Медынский уезд в современной сетке районов

Меды́нский уе́зд — административно-территориальная единица в составе Московской и Калужской губерний, существовавшая в 1727—1927 годах. Уездный город — Медынь.

## География
Уезд располагался на севере Калужской губернии. Площадь уезда составляла в 1897 году 3 140,4 верст² (3 574 км²), в 1926 году — 3 574 км².

## История
Медынский уезд известен с допетровских времён.
В 1371 году боярин Дмитрия Донского Федор Андреевич на общем «рете» (съезде) оттягал (отсудил) у смолян города Тов и Медынь. В состав новообразованного уезда вошли станы Городской (сама Медынь) и Радомский с городом Радомлем.
В самом конце XV века существовало 8 медынских волостей: Городечна, Нерожа, Сковородеск, Гостижа, Вежки, Дорожмиря Гора, Кнутова Дуброва, Белые Вста.
- Волость Городечна (западнее Медыни) располагалась вдоль реки Городенки (притоке Шани). В 1447 году волость пожалована в вотчину князю Фёдору Львовичу Воротынскому польским королём Казимиром IV. В 1498 году волость была уступлена Фёдору Фёдоровичу Мезецкому. По договору 1503 года отошла Москве[8]. Населенные пункты — Городенки, Гамзюки, Самсонцево, Малое Дарьино, Киреево, Чукаево, Выдровка, Хорошая и Радюкино. Вероятный центр — Пятница Городня.
- Волость Нерожа (западнее Городечны) находилась на реке Нерошке (притоке Извери, впадающей в Угру) : Жизненные Волны, Кирово, Алексеевка, Баланино, Степанчики, Кононово, Пушкино, Клины. Вероятный центр — Бухарино (сейчас Пушкино), при нём была пустовая церковная земля, где мог располагаться бывший погост.
- Волость Сковородеск (северо-западнее Медыни) — на реке Шане, далее Радомский, затем Мигулин стан. Село Бордуково, деревня Прокшино, Радюкино[9], Озаровская, Шеинка.
- Волость Гостижа (западнее Сковородеска) — на реке Костиже (притоке Шани): Крюково, Бабино и Фокино Износковского района, также пустоши Старая (55°01′54″ с. ш. 35°36′23″ в. д.HGЯO), Теренино, церковная земля в Лихове (55°01′29″ с. ш. 35°36′16″ в. д.HGЯO). Гостил — имя[10].
- Волость Вежки (западнее Нерожи)— на реке Вережка (приток Угры). Тут сейчас находятся деревни Бурцево, Косьмово, Криково, Дерново, Пушкино, Никитино, Дзержинка. Возможный центр — погост, затем село Вешки на реке Изверь, рядом — Дурово, Вязищи. В Вязищах — стоянка периода мезолита и селище периода позднего средневековья. Вежники — особая группа населения, возможно живущие в вежах[11] (шатрах кочевников, чумах) — лопари и/или карелы[10]. Часть волости далее отошла к Морозовской волости, где проживали медынские карелы. Шатрищи (малые шатры) — тоже что и вежки. Деревня Алопово входила в Вешковский стан сопредельного Боровского уезда.
- Дорожмиря Гора — положение неизвестно, Дорогимил (Драгомил)[12] — славянское имя, дорожащий миром. В XV веке характерно для западных областей Руси[13], отсюда Дорогомилово, гора — селение на возвышенности, например Дорогобуж — дорога в гору (буж — гора)[14]. На речке Холменка в 1782 году упомянута Георгиевская церковная земля в Дешеве (54°48′15″ с. ш. 35°46′44″ в. д.HGЯO). Мурыгино (Красный Холм), Трушонки (Добрый Холм) — деревни Медынского уезда.
- Кнутова Дуброва — положение неизвестно, возможно в месте впадения Извери в Угру. Кроме того, волость старшего князя вяземского Михаила Дмитриевича Дуброва, Ореховна, находится недалеко от Медыни. Там же река Дубянка, деревни Дубна и Дубровка.
- Белые Вста— положение неизвестно.

Селения всех упомянутых волостей находятся на западе и северо-западе Медыни, на расстоянии не более 20 км, не упомянуты селения на востоке(где находится боровский Лужецкий стан) и юго-западе от Медыни, что очерчивает вероятный круг поиска волостей Дорожмиря Гора, Кнутова Дуброва и Белые Вста — прямоугольник Медынь — Шанский Завод — Износки — Звизжи — Кондрово. На севере от медынский волостей упоминается боровская волость Трубна — на реке Трубенка. Области Вешки и Городна (Городечна) граничили с удельным Вяземским княжеством.
В 1504 году Иван III жалует своему сыну Василию Медынь, и Радомль, Вешки (на Угре) слободу на Шане, что садил Товарков по Угру жь (на Угре).
В 80-е годы XVI века в Медынском уезде выделялись Городенский, Вежецкий, Городской, Радомский станы и волость Городня.
Волость Городня — предположительно в честь реки Городня (ранее Городенка), на которой стоит современное село Ореховня, центр волости Ореховой.
В 1514 году владелец Медыни Михаил Львович Глинский был обвинен в связях с королевским двором Великого княжества Литовского и отправлен в заточение. В измене были обвинены и некоторые его люди — Дмитрий Михайлович Жижемский, князь Александр Иванович Мамаев Глинский, Василий Львович Глинский, С. Царевский и Д. Васильев, их владения в Медынском и Можайском уездах были розданы.
По Медыни и Малому Ярославцу в Дворовой тетради были отмечены из их потомков только несколько человек: В. М. Гагин, Ф. и И. М. Дрожжины, князь М. В. Жижемский, братья Колонтаевы, Н. С. Приезжев. Позднее вотчинами в Медынском уезде владели смоленские бояре Филипповы Полтевы, Спиридоновы, Петелины (Петлины), Босины, Александровы и Здешковские.
В начале 1540-х гг. большое число местных помещиков служили в составе медынской «литвы дворовой»: Бокеевы, И. Т. Татаров, А. Ф. Первенцов, Свитины, а также Ж. А. Бородин, в сопредельном Можайском уезде — князь Семён Иванович Коркодинов.
В начале XVIII века уезд делился на 4 стана — Городенский (Городской), Выжецкий (Вежетский) на юго-западе, Радомский на севере и Мигулинский (Мигунин) на юго-востоке уезда и новообразованную Морозовскую волость.
- Вежетский, Выжецкий стан — Строилово, Дерново
- Радомский стан[20] — в духовной грамоте Ивана III от 1504 года записано: «Да сыну же своему Василию даю… город Медынь, и Радомль»[9] — Озаровское
- Мигунин стан — село Адамовское, Пирово[21]
- Городенский стан — село Ленивцы[22], усадьба Колокольцевых у Михеево[23], Шумово, Коняево, Гребенкино.

В 1708 году уезд был упразднён, а город Медынь отнесён к Московской губернии. В 1719 году при разделении губерний на провинции отнесён к Калужской провинции Московской губернии. В 1727 году уезд в составе Калужской провинции был восстановлен.
В 1776 году уезд был отнесён к Калужскому наместничеству, которое в 1796 году было преобразовано в Калужскую губернию.
В ноябре 1918 года местные крестьяне восстали против большевиков. См. об этих событиях статью Крестьянское восстание в Медынском уезде.
В 1927 году Медынский уезд был упразднён, его территория вошла в состав вновь образованного Мятлевского уезда, однако уже в 1929 году Мятлевский уезд был упразднён, а Медынь стала центром Медынского района.

## Административное деление
В 1890 году в состав уезда входило 22 волости
| № п/п | Волость             | Волостное правление | Число селений | Население |
| ----- | ------------------- | ------------------- | ------------- | --------- |
| 1     | Адуевская           | с. Адуево           | 20            | 5240      |
| 2     | Алфёровская         | с. Алферово         | 29            | 4897      |
| 3     | Барсуковская        | с. Барсуки          | 21            | 4000      |
| 4     | Богдановская        | с. Богданово        | 32            | 5195      |
| 5     | Галкинская          | с. Галкино          | 16            | 4742      |
| 6     | Гиреевская          | с. Гиреево          | 26            | 5276      |
| 7     | Глуховская          | с. Глухово          | 24            | 4198      |
| 8     | Дороховская         | д. Дороховая        | 46            | 7232      |
| 9     | Карамышевская       | с. Карамышево       | 23            | 4900      |
| 10    | Кременская          | с. Кременское       | 27            | 5006      |
| 11    | Кузовская           | с. Кузово           | 30            | 4671      |
| 12    | Маковская           | с. Маковцы          | 12            | 3805      |
| 13    | Матовская           | с. Матово           | 24            | 4231      |
| 14    | Межетчинская        | с. Межетчина        | 27            | 5226      |
| 15    | Незамаевская        | с. Незамаево        | 34            | 6799      |
| 16    | Ореховенская        | с. Ореховня         | 40            | 5155      |
| 17    | Полотняно-Заводская | с. Полотняный Завод | 12            | 5623      |
| 18    | Пушкинская          | с. Криково          | 24            | 3574      |
| 19    | Романовская         | с. Романово         | 34            | 4414      |
| 20    | Сергиевская         | с. Сергиевское      | 26            | 4466      |
| 21    | Топоринская         | с. Топорино         | 26            | 4541      |
| 22    | Троицкая            | с. Троицкое         | 25            | 4312      |

В 1913 году в уезде было также 22 волости.
В 1926 году волостей стало 6:
- Износковская
- Кременская,
- Медынская,
- Мятлевская,
- Троицкая,
- Шанско-Заводская

## Население
По данным переписи 1897 года в уезде проживало 103 945 человек, в том числе русские — 99,8 %. В уездном городе Медыни проживало 4387 человек.
По итогам всесоюзной переписи населения 1926 года население уезда составило 132 591 человек, из них городское — 16 204 человек.
| Год  | Численность | Численность |
| ---- | ----------- | ----------- |
| 1851 | 102 932     | [ 26 ]      |
| 1857 | 98 189      | [ 27 ]      |
| 1859 | 100 834     | [ 28 ]      |
| 1870 | 109 852     | [ 29 ]      |
| 1881 | 117 947     | [ 30 ]      |
| 1897 | 103 945     |             |
| 1912 | 139 071     | [ 31 ]      |
| 1913 | 141 163     | [ 32 ]      |
| 1914 | 144 379     | [ 33 ]      |
| 1916 | 150 654     | [ 34 ]      |
| 1920 | 120 231     | [ 35 ]      |
| 1926 | 132 591     |             |